# Вишнёвка (приток Хупты)
Вишнёвка — река в России, протекает в Александро-Невском районе Рязанской области. Левый приток Хупты.

## География
Река Вишнёвка берёт начало у села Спешнево. Течёт на север. Устье реки находится у деревни Михалково в 89 км по левому берегу реки Хупта. Длина реки составляет 12 км.

## Данные водного реестра
По данным государственного водного реестра России относится к Окскому бассейновому округу, водохозяйственный участок реки — Проня от истока и до устья, речной подбассейн реки — Бассейны притоков Оки до впадения Мокши. Речной бассейн реки — Ока.
Код объекта в государственном водном реестре — 09010102112110000025646.